# Muhammad Said Szamil
Muhammad Said Szamil, ros. Мухаммад Саид Шамиль (ur. w 1901 r. w Stambule, zm. w 1981 r. w Stambule) – północnokaukaski emigracyjny działacz narodowy, pisarz i publicysta, jeden z przywódców antybolszewickiego powstania na północnym Kaukazie w latach 1920–1921, członek Północnokaukaskiego Komitetu Narodowego podczas II wojny światowej.
Był wnukiem legendarnego imama Szamila. Ukończył liceum w Stambule. Po zjeździe Górali kaukaskich we wsi Kapszi w okolicy Wiedeno 11 maja 1920 r., na którym przywódcą północnokaukaskiego ruchu wyzwoleńczego wybrano Muhammada Kamilia, ojca Muhammada Saida, ten wysłał do Dagestanu w zastępstwie swojego syna. Muhammad Said Szamil przybył na miejsce na pocz. września tego roku, dołączając do oddziałów powstańczych pod dowództwem Nażmuddina Gocinskiego. Po początkowych sukcesach powstanie zostało stłumione przez bolszewickie wojska 11 Armii. Ranny Muhammad Said Szamil ukrywał się krótko w górach, po czym w II poł. 1921 r. udało mu się powrócić do Turcji. Po klęsce utrzymywał przez parę lat tajne kontakty z północnokaukaskimi buntownikami. Ponadto publikował artykuły w różnych emigracyjnych gazetach w Turcji i Europy, a także pisał wiersze. Był członkiem Ogólnoświatowej Organizacji Islamskiej "Rabita". W II poł. lat 30. zamieszkał w Warszawie, gdzie zaangażował się w ruchu prometejskim. Był jednym z przywódców Kaukaskiego Komitetu Narodowego. W 1942 r. na zaproszenie Alfreda Rosenberga przyjechał do Berlina. Jego plany utworzenia niezawisłego Dagestanu spotkały się jednak ze znacznym oporem ze strony Niemców, którzy chcieli Kaukazu pod protektoratem III Rzeszy. W 1943 r. Muhammad Said Szamil wszedł w skład Północnokaukaskiego Komitetu Narodowego. Prowadził agitację antysowiecką. Po zakończeniu wojny kontynuował działalność narodową. Ponownie zamieszkał w Stambule. Uczestniczył w licznych konferencjach, sympozjach, odczytach, na których apelował o wsparcie organizacji i państw islamskich dla idei walki wyzwoleńczej narodów górskich północnego Kaukazu przeciw Sowietom. W swoim domu zorganizował olbrzymią bibliotekę książek dotyczących Dagestanu i innych krain północnego Kaukazu. W 1978 r. współtworzył Fundację Badań i Kultury im. Szamila.